# Krk
Krk, přední část krku a zadní část dutiny ústní také hrdlo, je část těla spojující hlavu s trupem. Jeho základem je sedm krčních obratlů. Zadní část krku se u lidí a jiných obratlovců nazývá šíje.
Krkem prochází množství cév a nervů. Obsahuje hrtan, průdušnici, štítnou žlázu, hltan a jícen.